# Hassan Aryanfard
Hassan Aryanfard (persisch حسن آریانفرد) (* 18. Oktober 1948) ist ein ehemaliger iranischer Radrennfahrer.

## Sportliche Laufbahn
Aryanfard war im Straßenradsport und im Bahnradsport aktiv. Er war Teilnehmer der Olympischen Sommerspiele 1976 in Montreal. Im Mannschaftszeitfahren kam der iranische Straßenvierer mit Asghar Khodayari, Hassan Aryanfard, Khosro Haghgosha und Gholam Hossein Koohi auf den 24. Platz. Im olympischen Straßenrennen schied er aus.
Bei den Asienspielen 1970 gewann er die Silbermedaille im Mannschaftszeitfahren und Bronze in der Mannschaftsverfolgung. Bei den Asienspielen 1974 gewann er das Straßenrennen und das Mannschaftszeitfahren mit dem Vierer Irans.